# Шитов Ігор Сергійович
І́гор Сергі́йович Ши́тов (біл. Ігар Сяргеевіч Шытаў, нар. 24 жовтня 1986, Полоцьк) — білоруський футболіст, захисник мінського «Динамо».
Насамперед відомий виступами за клуби БАТЕ та «Динамо» (Москва), а також національну збірну Білорусі.

## Клубна кар'єра
Почав займатися футболом у ДЮСШ міста Полоцька, перший тренер — Сергій Васильович Павлов. Пізніше потрапив у систему мінського «Динамо», грав у Другій лізі за клуби «Динамо-БНТУ» та РУОР. У 2004-2005 роках грав за дубль Динамо, але так і не дебютував у головній команді.
З 2006 року грав за жодінське «Торпедо» — спочатку в оренді, потім на постійній основі. Зумів закріпитися в основі жодінського клубу, вже в сезоні 2007 року включений до списку 22 найкращих гравців чемпіонату.
У 2009 році перейшов до борисовського БАТЕ. Разом з борисовчанами двічі ставав чемпіоном країни, грав у груповому раунді Ліги Європи. Спочатку грав на позиції центрального захисника, але згодом почав стабільно використовуватися на правому фланзі оборони.
18 серпня 2011 року уклав 4-річну угоду з московським «Динамо». Однак закріпитися в «Динамо» не зміг і зіграв у московському клубі лише 3 матчі за рік. 7 вересня 2012 року відданий в оренду (без права викупу) клубу «Мордовія» до червня 2013 року. У саранському клубі стабільно грав в основі, але не зміг його врятувати від вильоту з Прем'єр-ліги. Влітку 2013 року повернувся з оренди в «Динамо», але так і не зумів закріпитися в клубі. 15 січня 2014 року контракт з московським «Динамо» розірвали за взаємною згодою сторін. 28 січня повернувся в саранський клуб, який виступав у ФНЛ, вільним агентом, підписав контракт на 2,5 роки. Допоміг команді повернутися в Прем'єр-лігу на сезон 2013/14 років. У 2014-2016 роках грав за «Мордовію» у Прем'єр-лізі.
5 липня 2016 року Ігор Шитов вільним агентом підписав дворічний контракт з казахстанським чемпіоном клубом «Астана». До закінчення сезону провів 9 матчів і допоміг команді знову стати чемпіоном. Наступного сезону міцно зайняв місце в основі, зіграв 27 матчів та відзначився одним голом, знову виграв золото з клубом. Окрім цього, Шитов став володарем Кубку Казахстану-2016 та Суперкубку-2018 (перебував у запасі), а також двічі пробивався до групових стадій Ліги Європи УЄФА 2016/17 і 2017/18. Щоправда, в раунді плей-офф Ліги чемпіонів УЄФА 2017/18 у виїзному розгромну матчі з шотландським «Селтіком» (0:5) «відзначився» зі своїм земляком Постніковим (відзначилися одразу двома автоголами)! У липні 2018 року у Шитова закінчився контракт з «Астаною» й сторони вирішили його не продовжувати.
16 липня 2018 Ігор підписав контракт з мінським «Динамо». У складі мінського клубу швидко швидко закріпився в основному складі.

## Виступи за збірні
У складі юнацької збірної Білорусі зіграв 1 матч.
За молодіжну команду збірної Білорусі зіграв у 23 офіційних матчах, відзначився 2 голами. Учасник молодіжного чемпіонату Європи 2009 року у Швеції
У національній збірній Білорусії дебютував 2 лютого 2008 року на XVI міжнародному турнірі національних збірних на Мальті в матчі зі збірною Ісландії (2:0). Відзначився єдиним голом за збірну 2 червня 2008 року в товариському матчі зі збірною Фінляндії в Турку на 92-й хвилині, гра завершилася з рахунком 1:1 (після того як Тоні Калліо зрівняв рахунок на 94-й хвилині). Наразі провів у формі головної команди країни 66 матчів, відзначився 1 голом.

### Командні
- Білоруська футбольна вища ліга
  -  Чемпіон (2): 2009, 2010
  -  Бронзовий призер (1): 2018

- Кубок Білорусі
  -  Володар (1): 2009/10

- Суперкубок Білорусі
  -  Володар (2): 2010, 2011

- Прем'єр-ліга Казахстану
  -  Чемпіон (2): 2016, 2017

- Кубок Казахстану
  -  Володар (1): 2016

- Суперкубок Казахстану
  -  Володар (1): 2018

- Кубок Росії
  -  Фіналіст (1): 2011/12

- Першість ФНЛ
  -  Чемпіон (1): 2013/14

### Особисті
- У списку 22 найкращих гравців білоруського чемпіонату (6): 2007, 2008, 2009, 2010, 2011, 2018
- Найкращий захисник чемпіонату Білорусі: 2009

## Статистика виступів

### Клубна
Станом на 24 червня 2018
| Клуб                           | Сезон             | Ліга                           | Ліга  | Ліга | Національний кубок | Національний кубок | Єврокубки | Єврокубки | Інші  | Інші | Загалом | Загалом |
| Клуб                           | Сезон             | Дивізіон                       | Матчі | Голи | Матчі              | Голи               | Матчі     | Голи      | Матчі | Голи | Матчі   | Голи    |
| ------------------------------ | ----------------- | ------------------------------ | ----- | ---- | ------------------ | ------------------ | --------- | --------- | ----- | ---- | ------- | ------- |
| БАТЕ                           | 2009              | Білоруська футбольна вища ліга | 22    | 1    |                    |                    | 10        | 0         | -     | -    | 32      | 0       |
| БАТЕ                           | 2010              | Білоруська футбольна вища ліга | 23    | 1    | 2                  | 0                  | 13        | 0         | 0     | 0    | 38      | 1       |
| БАТЕ                           | 2011              | Білоруська футбольна вища ліга | 15    | 2    | 0                  | 0                  | 3         | 0         | 1     | 0    | 19      | 2       |
| БАТЕ                           | Загалом           | Загалом                        | 60    | 4    |                    |                    | 26        | 0         | 1     | 0    | 87      | 4       |
| «Динамо» (Москва)              | 2011–12           | Прем'єр-ліга Росії             | 2     | 0    | 1                  | 0                  | -         | -         | -     | -    | 3       | 0       |
| «Динамо» (Москва)              | 2012–13           | Прем'єр-ліга Росії             | 1     | 0    | 0                  | 0                  | 0         | 0         | -     | -    | 1       | 0       |
| «Динамо» (Москва)              | 2013–14           | Прем'єр-ліга Росії             | 0     | 0    | 0                  | 0                  | -         | -         | -     | -    | 0       | 0       |
| «Динамо» (Москва)              | Загалом           | Загалом                        | 3     | 0    | 1                  | 0                  | 0         | 0         | -     | -    | 4       | 0       |
| «Мордовія» (Саранськ) (оренда) | 2012–13           | Прем'єр-ліга Росії             | 20    | 0    | 1                  | 0                  | –         | –         | -     | -    | 21      | 0       |
| «Мордовія» (Саранськ)          | 2013–14           | ФНЛ                            | 5     | 0    | 1                  | 0                  | –         | –         | -     | -    | 6       | 0       |
| «Мордовія» (Саранськ)          | 2014–15           | Прем'єр-ліга Росії             | 22    | 0    | 3                  | 0                  | –         | –         | -     | -    | 25      | 0       |
| «Мордовія» (Саранськ)          | 2015–16           | Прем'єр-ліга Росії             | 17    | 0    | 1                  | 0                  | –         | –         | -     | -    | 18      | 0       |
| «Мордовія» (Саранськ)          | Загалом           | Загалом                        | 44    | 0    | 5                  | 0                  | -         | -         | -     | -    | 49      | 0       |
| «Астана»                       | 2016              | Прем'єр-ліга Казахстану        | 9     | 0    | 3                  | 0                  | 11        | 0         | -     | -    | 23      | 0       |
| «Астана»                       | 2017              | Прем'єр-ліга Казахстану        | 27    | 1    | 1                  | 0                  | 12        | 0         | 1     | 0    | 41      | 1       |
| «Астана»                       | 2018              | Прем'єр-ліга Казахстану        | 5     | 0    | 0                  | 0                  | 2         | 0         | 0     | 0    | 7       | 0       |
| «Астана»                       | Загалом           | Загалом                        | 41    | 1    | 4                  | 0                  | 25        | 0         | 1     | 0    | 71      | 1       |
| Усього за кар'єру              | Усього за кар'єру | Усього за кар'єру              | 168   | 5    | 13                 | 0                  | 51        | 0         | 2     | 0    | 234     | 5       |

### Матчі у збірній
| Національна збірна Білорусі | Національна збірна Білорусі | Національна збірна Білорусі |
| Рік                         | Матчі                       | Голи                        |
| --------------------------- | --------------------------- | --------------------------- |
| 2008                        | 3                           | 1                           |
| 2009                        | 9                           | 0                           |
| 2010                        | 9                           | 0                           |
| 2011                        | 10                          | 0                           |
| 2012                        | 2                           | 0                           |
| 2013                        | 4                           | 0                           |
| 2014                        | 4                           | 0                           |
| 2015                        | 6                           | 0                           |
| 2016                        | 6                           | 0                           |
| 2017                        | 1                           | 0                           |
| Загалом                     | 54                          | 1                           |

### Голи за збірну
| # | Дата          | Місце                     | Суперник  | Рахунок | Результат | Змагання         |
| - | ------------- | ------------------------- | --------- | ------- | --------- | ---------------- |
| 1 | 2 червня 2008 | Верітас, Турку, Фінляндія | Фінляндія | 1–0     | 1–1       | Товариський матч |

## Посмлання
- Шитов Ігор Сергійович на сайті National-Football-Teams.com (англ.)
- Шитов Ігор Сергійович на сайті УЄФА (англ.) (фр.) (нім.) (рос.) (італ.) (ісп.) (порт.)
- Профіль футболіста на сайті soccerway.com (англ.) (нім.)
- Шитов Ігор Сергійович на сайті transfermarkt.com (англ.)
- Шитов Ігор Сергійович на сайті PlaymakerStats.com (англ.)
- Профіль футболіста на сайті FootballFacts.ru (рос.)
- Профіль гравця [Архівовано 14 грудня 2021 у Wayback Machine.] на сайті soccerpunter.com
- Профіль гравця [Архівовано 25 липня 2020 у Wayback Machine.] на сайті footballdatabase.eu
- Профіль гравця [Архівовано 29 березня 2020 у Wayback Machine.] на сайті worldfootball.net
- Профіль гравця [Архівовано 23 лютого 2020 у Wayback Machine.] на сайті eu-football.info
- Профіль гравця [Архівовано 29 березня 2020 у Wayback Machine.] на сайті as.com
- Профіль гравця на сайті tribuna.com (рос.)
- Профіль гравця [Архівовано 17 травня 2020 у Wayback Machine.] на сайті teams.by (рос.)
- Профіль гравця [Архівовано 5 листопада 2019 у Wayback Machine.] на сайті pressball.by (рос.)
- Профіль гравця [Архівовано 21 січня 2021 у Wayback Machine.] на офіційному сайті ФК БАТЕ (Борисов) (рос.)